# Nicanor Parra

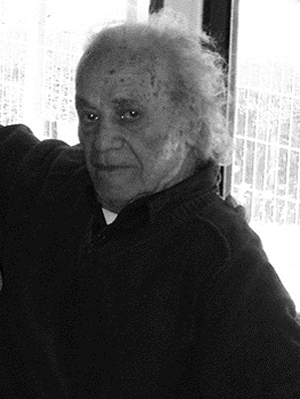
Nicanor Parra (2005)

Nicanor Parra Sandoval  (* 5. September 1914 in San Fabián de Alico bei Chillán; † 23. Januar 2018 in Las Cruces, Provinz San Antonio) war ein chilenischer Dichter. Er bezeichnete sich selbst als „Antipoeten“ und gilt als Begründer der „Antipoesie“.

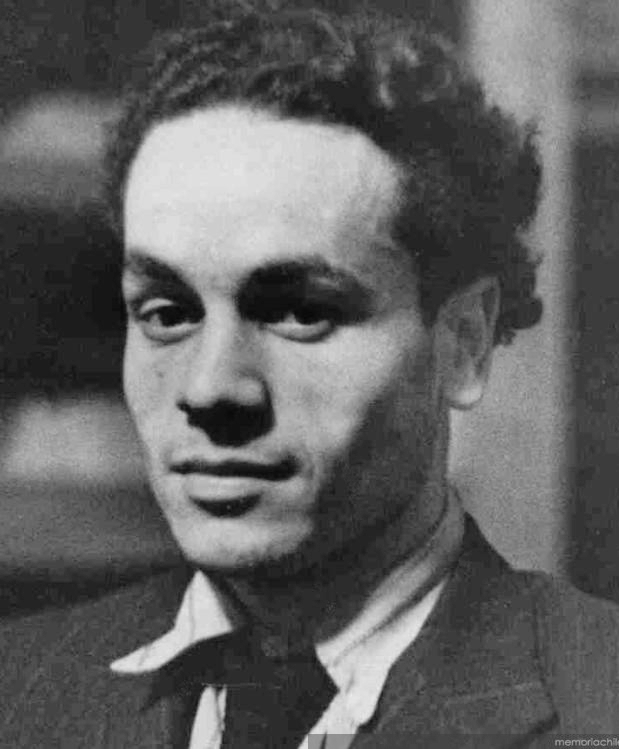
Parra, 1935

## Leben und Werk

### Kindheit, Jugend und Studium
Nicanor Parra Sandoval war der älteste Sohn in der kinderreichen Ehe von Nicanor Parra Parra und Clara Sandoval Navarrete. Obwohl er in bescheidenen Verhältnissen aufwuchs, wurde ihm aufgrund der musischen Affinität seiner Eltern eine Erziehung mit ausgeprägt künstlerischer Entfaltung zuteil. Sein Vater war Musiklehrer an einer Grundschule, seine Mutter Schneiderin mit Neigung zu Gesang der chilenischen Folklore. Insbesondere die pointenreichen Anekdoten des Vaters und dessen Witze sollen eine frühe Inspirationsquelle für Parras spätere Antipoesie sein. Nicanor Parra war der ältere Bruder der Musikerin Violeta Parra.
Die knappen Mittel der Familie führten zu einem von häufigen Umzügen geprägten Vagabundendasein der Familie. Dank eines Stipendiums gelangte Parra 1932 nach Santiago de Chile, in die Hauptstadt des Landes. Er lernte Luís Oyarzún, Jorge Millas und Carlos Pedraza kennen, die ebenso wie er das Internat Nacional Barros Arana besuchten. Ein Jahr darauf schrieb er sich am pädagogischen Institut der Universidad de Chile für die Studiengänge Mathematik und Physik ein. 1935 publizierte er in der gemeinsam mit Millas und Pedraza herausgegebenen Revista Nueva die Erzählung Gato en el camino. Wegen der bizarren Erzählstruktur dieses „anti-cuento“ kam es zu einem Eklat zwischen den Herausgebern.

### Literarische Karriere
1937 veröffentlichte Parra seine erste, 29 Gedichte enthaltende Sammlung Cancionero sin nombre, deren Diktion, Humor, Personencharakterisierung und narrative Struktur noch stark an Federico García Lorca orientiert ist. Dennoch gewann er mit seiner Erstveröffentlichung den Premio Municipal de Santiago und wurde von der späteren Literaturnobelpreisträgerin Gabriela Mistral als „el futuro poeta de Chile“, der künftige Poet von Chile, bezeichnet. In jenem Jahr kehrte er nach Chillán zurück, um als Mathematik- und Physiklehrer an der Schule zu unterrichten, die er dermaleinst als Schüler besucht hatte.
Ein weiteres Stipendium ermöglichte ihm von 1943 bis 1946 den Aufenthalt an der renommierten, zur Ivy-League gehörenden Brown University in Providence. Neben seinem Studium als Postgraduierter der Physik vertiefte er dort seine Rezeption US-amerikanischer und britischer Dichter wie Walt Whitman, T. S. Eliot oder Ezra Pound. Zudem erleichterte ihm der Kontakt zur US-amerikanischen Kultur und Sprache den späteren Kontakt zu Dichtern der Beat-Generation, denn Allen Ginsberg und Lawrence Ferlinghetti besorgten die Übersetzungen Parras aus dem Spanischen ins Englische, als dieser sich einen größeren Publikumskreis erschlossen hatte. Nach diesem Auslandsaufenthalt begab sich Parra wiederholt in die Hauptstadt seines Landes, um an der Universidad de Chile zunächst als Professor für Mechanik und anschließend im Amt des stellvertretenden Direktors der Fakultät für Mathematik und Physik tätig zu sein. Von 1949 bis 1951 erhielt er ein Stipendium des British Council, um in England an der University of Oxford Studien der Kosmologie aufzunehmen. Ferner nahm er hier die Lektüre der Schriften von William Blake und Franz Kafka auf. Letzterer sollte ihn auf lange Zeit prägen. Parallelen zwischen Kafka und Parra in Hinsicht auf die Passivität und Schicksalsergebenheit der Protagonisten werden vielfach festgestellt.
Seine Gedichte wiesen mehr und mehr eine oppositionelle Haltung zu kanonisierter Lyrik chilenischer Herkunft auf, vor allem in Bezug auf Pablo Neruda. Nach seiner Rückkehr publizierte er gemeinsam mit Alejandro Jodorowsky und Enrique Lihn die Quebrantahuesos, aus Zeitungstexten bestehende Collagen. Der große Durchbruch gelang ihm mit seinen 1954 vorgelegten Poemas y antipoemas, die erst 17 Jahre nach seiner ersten Buchveröffentlichung erschienen. Nicht nur reüssierte er in der literarischen Szene damit, auch ist mit dieser Gedichtsammlung eine Zäsur in der chilenischen und gesamten lateinamerikanischen Literaturgeschichte verbunden. Abgesehen von der Cueca larga (1958), die folkloristische Elemente der Cueca aufnimmt und teilweise von der Schwester Violeta oder anderen berühmten Cueca-Sängern vertont wurde, versuchte Parra in späteren Publikationen den Stil der Antipoesie zu radikalisieren. Als Explosion der Antipoesie werden die Artefactos (1973) angesehen. Dabei handelt es sich um Postkarten, auf denen unter einer einfachen Illustration von Juán Guillermo Tejeda ein kurzer, pointierter, teilweise gereimter Sinnspruch von Parra steht. Kurz nach dem Militärputsch durch Augusto Pinochet am 11. September 1973 wurden die Artefactos Parras eingestampft und bis 2006 nicht wieder neu aufgelegt.
Während bereits einige der Artefactos in bitterem Zynismus politische und gesellschaftliche Missverhältnisse geißelten, wendete sich der Dichter mit seinen Ecopoemas (1982) einer engagierten Tendenzliteratur zu, ohne jedoch eine definitive Zuordnung zum linkspolitischen Lager zu erlauben. Großen Zuspruch der Literaturkritik erfuhr Parras Übersetzung von William Shakespeares Tragödie King Lear (2004). 2006 wurden auf der chilenischen Buchmesse in Santiago die gesammelten Werke in Anwesenheit des Autors von Ricardo Lagos, dem ehemaligen Präsidenten des Landes, vorgestellt. Sie waren das meistverkaufte Buch der Messe. Zuletzt lebte Nicanor Parra zurückgezogen in Las Cruces, dem Nachbardorf des ehemaligen Wohnortes von Pablo Neruda La Isla Negra, und widmete sich einer Hamlet-Übersetzung.
2011 erhielt Parra den Cervantespreis, den bedeutendsten Literaturpreis der spanischsprachigen Welt.

### Parra und die Pinochet-Diktatur
Entschiedene Kritik an der Pinochet-Diktatur fehlt in Parras Werk. Zur Zeit des Militärregimes ging der Dichter nicht ins Exil wie viele andere Intellektuelle, sondern behielt seine Dozentur für Mathematik und Physik an einer Institution des Staates, der Universidad de Chile. Auch konnte er sich weiter schriftstellerisch betätigen. Dennoch finden sich in seinen Schriften einige Stellen einer subtil verdeckten Kritik am Machtapparat, etwa wenn eine der Figuren seines Werkes, der Cristo de Elqui (1977), formuliert:
[E]n Chile no se respetan los derechos humanos

aquí no existe libertad de prensa

aquí mandan los multimillonarios

el gallinero está a cargo del zorro

claro que yo les voy a pedir que me digan

en qué país se respetan los derechos humanos.
[I]n Chile werden die Menschenrechte mit Füßen getreten

hier gibt es keine Pressefreiheit

hier sind die Multimillionäre am Ruder

hier herrscht der Fuchs im Hühnerstall

aber sagt mir bitte mal ein Land

in dem die Menschenrechte was gelten.

## Deutungsansätze

### Nicanor Parra und Pablo Neruda
Bei einigen Lesern hält sich das voreilige, im Kern aber nicht ausschließlich falsche Klischee, wer es mit Parra halte, könne Neruda nicht schätzen – und umgekehrt. Allerdings ist es verkürzt, Parra einzig als den Antipoden Nerudas zu sehen. Mit Sicherheit sind einige Gedichte des Antipoeten eine unmittelbare Parodie auf den Neruda-Stil, etwa die profane Oda a unas palomas, die Ode an ein paar Tauben, die sich mit Nerudas Odas elementales verknüpfen lässt. Auch ist eine Anekdote überliefert, der zufolge Neruda die Poemas y antipoemas rettete, indem er Koffer mit den unveröffentlichten Manuskripten mitnahm, den Parra in einem Café vergessen hatte.
Eine positive Beziehung zwischen den beiden hat es zu Lebzeiten ohne Frage gegeben. Die Lobeshymne für den Klappentext der Erstausgabe der Poemas y antipoemas verfasste Neruda selbst. In der Zweitauflage ließ Parra den Text streichen, um sich gegen den Einfluss des Lyrik-Übervaters zu wehren, dessen Name, so Parra, lange Zeit wie eine Maßeinheit
gehandelt worden sei, um zu ermessen, wie viele „Nerudas“ in einem Dichter steckten.

### Antipoetische Wirkungsmechanismen des Werkes
Um die Wirkungsmechanismen der Antipoesie zu klären, muss zunächst überlegt werden, was Poesie überhaupt ausmacht. Insofern eignen sich zahlreiche Vertreter der Zweiten Moderne für eine Reflexion von – in der Literaturwissenschaft letztlich ungeklärten – Konzepten von Poetizität. Laut Roman Jakobson steht bei einer Botschaft dann die poetische Funktion im Vordergrund, sobald sie um ihrer selbst willen verwendet wird, also wenn rhetorische Figuren im weitesten Sinne (Alliteration, Reim, Rhythmus, Parallelismus oder Tropen wie Metapher oder Metonymie) Berücksichtigung finden.
Antipoetisch ist eine Sprachverwendung dann, wenn genau von dieser poetischen Funktion abgewichen wird. Damit kommt wiederum ein anderer Erklärungsansatz von Poetizität zur Geltung, nämlich der der Abweichungs- oder Deviationsästhetik, die erstmals von Viktor Šklovskij beschrieben wurde. Parra weicht mit seiner Struktur der Antipoesie von bisherigen Mustern der Moderne ab und schafft etwas Neues. Allerdings kann keine literarische Form immerwährend Innovation hervorbringen und fällt einem Neuheitsschwund anheim. Um dies zu verhindern, radikalisierte Parra die Antipoesie immer wieder, was ihm von der Literaturkritik als Manierismus vorgeworfen wurde. Jedoch beweist der Autor, dass er nicht allein Redewendungen und Phraseologismen systematisch verwendete und auch zu einem informellen Sprachgebrauch tendiert.
In seinen vielfältigen Wandlungsfähigkeiten zeigt Parra darüber hinaus eine gekonnte Handhabung des formellen sprachlichen Registers. Sowohl ein akademischer, klerikaler und insgesamt rhetorisch höchst niveauvoller Duktus als auch eine Sprache, die von Figurationen des Bettlers, Bauern oder Marktschreiers geprägt ist, wird bedient. Als antipoetische Abweichungskriterien lassen sich Verstöße gegen das poetische Prinzip der Schönheit bzw. des Ästhetizismus, der Subjektivität und der Originalität feststellen. Gegen Ästhetizismus wird verstoßen, da man von Lyrik üblicherweise sprachliche Komplexität und einen elaborierten Stil erwartet. Subjektivität wird von der Antipoesie nicht erfüllt, da das lyrische Ich nicht wie ein Seher, wie ein Vates, in innerer Schau seinen Gefühlen Ausdruck verleiht. Schließlich wird auch dem Prinzip der Originalität nicht entsprochen, indem nicht Außergewöhnliches, sondern Alltägliches in rhetorisch wenig ausgefeilter Weise oder mithilfe von abgedroschenen, klischierten und vermeintlich lyrischen Vergleichen geschildert wird.
In seinen metalyrischen Gedichten geißelt Parra den gesamten Verlauf der Literaturgeschichte im Ton eines Marktschreiers, der sich an ein ihm sich kaum zuwendendes Publikum richtet:
Ein halbes Jahrhundert

War die Poesie

Ein Paradies für feierliche Trottel.

Dann bin ich gekommen

Mit meiner Achterbahn.

Steigen Sie ein,

wenn Sie Lust haben.

Allerdings: ich hafte nicht, wenn Sie am Ende

Aus Mund und Nase bluten.
Auch für eine Definition des strittigen Begriffes des Lyrischen versucht Parra etwas beizutragen, dies indes in seiner ihm eigenen ironischen Art. Die Beantwortung der Frage „What is poetry?“ im gleichnamigen Gedicht fällt eher kryptisch aus und lässt in produktiver Weise einen weiten Interpretationsspielraum zu. Was ein Gedicht zu einem Gedicht macht, bleibt letztlich offen:
todo lo que se dice es poesía

todo lo que se escribe es prosa

todo lo que se mueve es poesía

lo que no cambia de lugar es prosa
Alles, was man sagt, ist Poesie

Alles, was man schreibt, ist Prosa

Alles, was sich bewegt, ist Poesie

das, was den Ort nicht wechselt, ist Prosa.

### Intertextuelle Ansätze

#### Vorläufer und Vorbilder Parras
Bei der Suche nach Einflüssen auf Parras Werk wird häufig der Name Franz Kafka genannt, ohne dass dabei genaue Belegstellen angeführt werden. Allein die Figurenkonstellation eines passiven lyrischen Ichs bei Parra und der passiven, einem bürokratischen Machtapparat unterlegenen Protagonisten bei Kafka reicht für eine interpretatorische Parallele, die erkenntnisfördernd wirken kann, nicht aus. Genaue Parallelstellen im Werk der beiden Autoren sind kaum auszumachen, wenngleich Parra selbst oftmals auf Kafka als einschneidendes Lektüreerlebnis hinweist.
Für die Namensgebung der Poemas y antipoemas können verschiedene Vorläufer Pate gestanden haben. Im Canto IV des für unübersetzbar geltenden Werkes Altazor o el viaje en paracaídas (1931) aus der Feder des chilenischen Dichters Vicente Huidobro heißt es „Aquí yace Vicente antipoeta y mago“. Auch die surrealistischen Apoémes (1947) von Henri Pichette oder die Antipoemas (1926) des peruanischen Avantgarde-Dichters Enrique Bustamante Ballivián dürften Parra nicht entgangen sein. Reizvoll war für Parra als Physiker auch der Gedanke an positive und negative Ladungen, die in Poemas und Antipoemas aufeinander treffen. Jedenfalls gerieten dadurch anfängliche Titelkonzeptionen wie Oxford 1950 oder A pan y a agua in den Hintergrund. Auch für die Verwendung alltagssprachlicher Wendungen in Lyrik können Vorgänger ausfindig gemacht werden, die auf Parra gewirkt haben, etwa die
Veinte poemas para leer en el tranvía (1922) des Argentiniers Oliverio Girondo.

#### Rezeption Parras durch andere Dichter
Die Einflüsse Parras auf andere Autoren sind noch zahlreicher. Neben Epigonen, die seinen Stil kopiert und nicht erreicht haben, gibt es auch namhafte Autoren, die antipoetische Wirkungsmechanismen in Parras Sinne sehr produktiv umgesetzt haben. An erster Stelle ist auf Nerudas Sammlung Estravagario (1958) hinzuweisen. Insbesondere die Schilderung wenig romantischer Liebesbeziehungen lässt sich parallelisieren.
Weiterhin lassen sich Bezüge zu wichtigen chilenischen Lyrikern jüngeren Datums herstellen, etwa zu Enrique Lihn oder Raúl Zurita. Zurita etwa tendiert zur Entkontextualisierung von Lyrik, indem er Gedichte auf Elektro-Enzephalogramme schrieb oder mittels einer an einem Flugzeug befestigten Rauchpatrone das Gedicht La vida nueva (1982) in den Himmel über New York schreiben ließ.
Der Schriftsteller Roberto Bolaño setzte Nicanor Parra in dem Roman Die wilden Detektive (1998) ein Denkmal, indem die ansonsten über lateinamerikanische Dichter wetternden Protagonisten Nicanor Parras Lyrik lobend erwähnen.
Über die Landesgrenzen hinaus wurde Parra auch in den Vereinigten Staaten rezipiert. Bei Lawrence Ferlinghetti, Allen Ginsberg und Gregory Corso, wichtigen Vertretern der Beat Generation, lassen sich Überschneidungen bezüglich des Gebrauchs der Montage und des alltäglichen Konversationsstiles feststellen. Nicanor Parras Lyrik wurde von wirkungsmächtigen Dichtern wie Hans Magnus Enzensberger oder Nicolas Born ins Deutsche übersetzt. Unmittelbare intertextuelle Beziehungen zu diesen Dichtern lassen sich jedoch nicht nachweisen.

### Politische Lesarten
Obgleich sich Parra nicht eindeutig einem politischen Lager zuordnen lässt, finden sich in seinen Gedichte zahlreiche politische Anspielungen. Sein Spott richtet sich dabei in alle denkbaren Richtungen.
Anlass zu einer unfreiwilligen und von außen vorgenommenen politischen Verortung gab die so genannte „tazita de té“ mit der Präsidentengattin Pat Nixon. Parra war zu jener Zeit Jury-Mitglied im renommierten Kulturinstitut der kubanischen Casa de las Américas. Eine lateinamerikanische Delegation von Schriftstellern, darunter Parra, wurde Anfang der 1970er Jahre ins Weiße Haus der US-amerikanischen Regierung eingeladen, zu einer Zeit, in der die USA der Nixon-Ära den Osten Kambodschas bombardierten. Plötzlich erschien die First Lady und lud die Gesellschaft auf eine medial dokumentierte Tasse Tee ein. Die Fotos lösten einen Skandal aus, Parra wurde umgehend als Jury-Mitglied der Casa de las Américas entlassen. Seine Rechtfertigungsversuche schlugen fehl. Parras anfängliche Aufrufe zu politischer Toleranz („Cuba sí, yankees también“) gipfelten in bitterem Zynismus („La izquierda y la derecha unidas / jamás serán vencidas“).
Einen deutlichen Appell zu naturschützenden Maßnahmen entnimmt man nicht allein seinen so genannten „Ecopoemas“, sondern auch seinen Interviews. Zum Erhalt der Natur fordert Parra eine Rückbesinnung auf die Mapuche, die indigenen Ureinwohner Chiles: Ein Gleichgewicht der Umwelt funktioniere nur auf Grundlage einer Ökonomie und Ökologie, die der Erde zurückgibt, was sie ihr entnimmt.

### Weitere Deutungsansätze
Der meistuntersuchte Gegenstand der Literaturwissenschaft zu Parras Gedichten ist neben intertextuellen Bezügen und literaturgeschichtlichen Verortungen dessen abweichender Sprachgebrauch. Darüber hinaus gibt es zahlreiche Studien, die sich auf die metalyrischen oder politischen Gedichte konzentrieren. Weiterhin relevant sind Analysen mit
autobiographischer oder psychoanalytischer Lesart.

## Auszeichnungen, Preise und Nominierungen
- Premio Municipal de Santiago 1938 für Cancionero sin nombre
- Premio Municipal de Santiago 1955 für Poemas y antipoemas
- Chilenischer Nationalpreis für Literatur 1969
- Juan-Rulfo-Preis für Lateinamerikanische und Karibische Literatur 1991
- Luís-Oyarzún-Preis 1997 der Universidad Austral de Chile
- Gabriela-Mistral-Medaille der chilenischen Regierung 1997
- Honorary Fellow des St Catherine’s College der Universität Oxford 2000
- Reina-Sofía-Preis für Iberoamerikanische Poesie 2000
- Ehrenmitglied der American Academy of Arts and Letters[30]
- Ehrendoktorwürde der Brown University (1991), der Universidad de Concepción (1996) und der Universidad del Bío-Bío (2000)
- Cervantespreis 2011

Parra wurde mehrere Male von akademischen Gremien für den Literaturnobelpreis vorgeschlagen. Die erste Nominierung ging 1995 von der Columbia University in New York unter Federführung der Literaturwissenschaftlerin Marlene Gottlieb aus. Eine zweite erfolgte 1997 seitens der Universidad de Concepción und eine weitere 2000 von der Universidad de Chile.

## Werke (Auswahl)
- Cancionero sin nombre. Nascimento, Santiago 1937
- Poemas y antipoemas. Nascimento, Santiago 1954
- La Cueca Larga. Universitaria, Santiago 1958
- Versos de Salón. Nascimento, Santiago 1962
- Canciones Rusas. Universitaria, Santiago 1967
- Obra Gruesa. Universitaria, Santiago 1969
- Artefactos. Nueva Universidad, Santiago 1973 (auf Postkarten)
- Sermones y Prédicas del Cristo de Elqui. Ganymedes, Valparaíso 1977
- Nuevos Sermones y Prédicas del Cristo de Elqui. Ganymedes, Valparaíso 1979
- Ecopoemas de Nicanor Parra. Gráfica Marginal, Valparaíso 1982
- Hojas de Parra. Ganymedes, Santiago 1985
- Poemas para combatir la calvicie. Consejo Nacional para la Cultura y las Artes, Mexiko-Stadt 1993
- Trabajos Prácticos. Cesoc, Santiago 1996
- Discursos de Sobremesa. Cuadernos Atenea, Concepción 1997
- Lear. Rey & Mendigo. Diego Portales, Santiago 2004

Werkausgabe:
- Obras completas & algo †. 2 Bände. Hrsg. Niall Binns, mit einem Vorwort von Federico Schopf. Círculo de Lectores und Galaxia Gutenberg, Barcelona 2006–2011, ISBN 84-672-1450-3 bzw. ISBN 84-8109-530-3
  - Bd. 1: De „Gato en el camino“ a „Artefactos“ (1935–1972), Barcelona 2006, ISBN 84-672-1451-1 bzw. ISBN 84-8109-531-1
  - Bd. 2: De „News from Nowhere“ a „Discursos de sobremesa“ (1975–2006), Barcelona 2011

Deutsche Auswahlausgabe:
- Und Chile ist eine Wüste. Poesie und Antipoesie. Hrsg. von Peter Schulze-Kraft. Fischer Taschenbuch, Frankfurt am Main 1986, ISBN 3-596-25034-X

## Filme über Parra
- Guillermo Cahn drehte 1981 den Film Nicanor Parra. Cachureo.
- In dem Dokumentarfilm Retrato de un antipoeta, den Victor Jiménez Atkin 2008 mit seltenen, privaten Aufnahmen des Dichters vorlegte, plädiert Parra eindringlich für ein Einhalten der Menschenrechte. Dies sei die erste Pflicht des Menschen: „Primer deber humano: Respetar los derechos humanos.“[32]

### Deutsch
- Nils Bernstein: Phraseologismen bei Ernst Jandl und Nicanor Parra, in: Jarmo Korhonen, Wolfgang Mieder, Elisabeth Piiraine, Rosa Piñel (Hrsg.): EUROPHRAS 2008. Beiträge zur internationalen Phraseologiekonferenz vom 13.–16. August 2008 in Helsinki. Universität Helsinki, S. 198–206.
- Nils Bernstein: Das Innovationspotenzial der Antipoesie. Zum 95. Geburtstag von Nicanor Parra. In: Fixpoetry (Feuilleton: Kolumne, Essay, Interview), 2009 (online).
- Nils Bernstein: „kennen sie mich herren / meine damen und herren“. Phraseologismen in moderner Lyrik am Beispiel von Ernst Jandl und Nicanor Parra. Königshausen & Neumann, Würzburg 2011, ISBN 978-3-8260-4699-5.
- Thomas Brons: Die Antipoesía Parras. Versuch einer Deutung aus weltanschaulicher Sicht. Alfred Kümmerle, Göppingen 1972, ISBN 3-87452-117-6 (zugl. Dissertation, Ludwig-Maximilians-Universität München 1971).
- Ralph Hammerthaler: Raus aus dem Trottel-Paradies! Der chilenische „Anti-Poet“ Nicanor Parra wird 100 Jahre alt, in: Süddeutsche Zeitung Nr. 204, 5. September 2014, S. 13.
- Federico Schopf: Nachwort zu Nicanor Parra: Und Chile ist eine Wüste. Poesie und Antipoesie. Hrsg. von Peter Schulze-Kraft. Fischer Taschenbuch, Frankfurt am Main 1986, ISBN 3-596-25034-X, S. 127–138.
- Jürgen von Stackelberg: Altersdichtung als Alltagsdichtung. Anmerkungen zu Pablo Neruda und Nicanor Parra. In: Lateinamerika-Studien, Bd. 13., Wilhelm Fink. München 1983, ISBN 3-7705-2154-4, S. 869–882.

### Spanisch
- Niall Binns: Nicanor Parra. Eneida, Madrid 2000.
- Iván Carrasco: Para leer a Nicanor Parra. Cuarto Propio, Santiago 1999, ISBN 956-260-160-9.
- Coloquio Internacional de Escritores y Academicos (Hrsg.): Antiparra productions. Ciclo homenaje en torno a la figura y obra de Nicanor Parra. Santiago 2002.
- Maximino Fernández Fraile: Fichas bibliográficas sobre Nicanor Parra (online).
- Marlene Gottlieb: No se termina nunca de nacer. La posía de Nicanor Parra. Colección Nova Scholar, Madrid 1972.
- Raquel Olea: „Aferrémonos a esta piltrafa divina“. La construcción del sujeto femenino en la antipoesía de Nicanor Parra. In: Claudius Armbruster, Karin Hopfe (Hg.): Horizont-Verschiebungen. Interkulturelles Verstehen und Heterogenität in der Romania. Gunter Narr Verlag, Tübingen 1998, ISBN 3-8233-5188-5, S. 473–482.
- Federico Schopf: La antipoesía y el vanguardismo. In: Acta Literaria 10–11 (1985–1986), S. 33–76.
- Pamela G. Zúñiga: El mundo de Nicanor Parra. Antibiografía. Erweiterte Neuauflage. Zig-Zag, Santiago 2001, ISBN 956-12-1417-2.